# 江戸川区立二之江第三小学校
江戸川区立二之江第三小学校（えどがわくりつにのえだいさんしょうがっこう）は、東京都江戸川区江戸川5丁目にあった公立小学校。校舎の劣化と児童数の減少に伴って、2021年（令和3年）3月に閉校、二之江小学校と統合された。

## 沿革
- 1978年（昭和53年）4月 - 開校。江戸川区立二之江小学校より児童の移籍受け入れを行い開校。
- 同年11月 - 校歌および校章を制定。
- 1980年（昭和55年）7月 - 気象観測場を新設。
- 1986年（昭和61年）4月 - 学区域変更、葛西小学校より生徒100名転入。
- 1988年（昭和63年）3月 - 算数の研究奨励校に認定。
- 1990年（平成2年）5月 - 創意ある教育活動研究（菊作り）奨励校に認定。
- 1992年（平成4年）4月 - 創意ある研究活動研究（球技大会等）奨励校に認定。
- 同年11月 - 都安全教育努力校として表彰。
- 1993年（平成5年）5月 - 創意ある教育活動研究（栽培活動）奨励校に認定。
- 1995年（平成7年）5月 - 国語の研究奨励校に認定。
- 2000年（平成12年）5月 - 2002年にかけて連携教育推進校に認定。
- 2005年（平成17年）4月 - すくすくスクール（放課後・休日の校庭・体育館解放等）開始。
- 2011年（平成23年）1月 - 江戸川区教育委員会教育課題実践推進校として国語科・言語活動の授業説明会を実施。
- 2016年（平成28年）4月 - 2017年にかけて江戸川区特別支援教室モデル地区拠点校に指定。
- 2017年（平成29年）1月 - 江戸川区教育課題実践推進校発表を実施。
- 2021年（令和3年）3月 - 二之江小学校と統合の為、閉校。閉校イベント開催として記念映画「ありがとうニノサン」が41回上映された[3]。

## 教育目標
- 2020年度（令和2年度）は、考察力・自主性・協調性・健康増進を図る観点より、以下の通り定めいていた。

〇よく考える子 ○進んでとりくむ子 ◎仲よくする子 ○健康な子
—江戸川区立二之江第三小学校,令和２年度 学校経営方針より

## 所在地
東京都江戸川区江戸川5-18-3

## アクセス
- 都営地下鉄新宿線一之江駅より都バス「新小22系統」葛西駅行古川親水公園下車 徒歩2分
- 東京メトロ東西線葛西駅より都バス「新小22系統」新小岩駅行古川親水公園下車 徒歩2分
- 都営地下鉄新宿線一之江駅より都バス「臨海28系統甲または乙」葛西駅、葛西臨海公園行古川親水公園下車（バス停は環七沿い） 徒歩3分
- 都営地下鉄新宿線一之江駅より都バス「新小29系統」東京臨海病院行古川親水公園下車（バス停は環七沿い） 徒歩3分
- 都営地下鉄新宿線一之江駅より京成バス「シャトル7」葛西臨海公園行またはディズニーリゾート行古川親水公園下車（バス停は環七沿い） 徒歩3分
- 東京メトロ東西線葛西駅より都バス「臨海28系統甲または乙」一之江西詰行古川親水公園下車（バス停は環七沿い） 徒歩4分
- 東京メトロ東西線葛西駅より都バス「新小29系統」東新小岩三丁目行古川親水公園下車（バス停は環七沿い） 徒歩4分
- 東京メトロ東西線葛西駅より京成バス「シャトル7」小岩駅行または亀有駅行古川親水公園下車（バス停は環七沿い） 徒歩4分